# Marion Mezadorian
Marion Mezadorian, née le 19 février 1987 à Aix-en-Provence, est une actrice, humoriste et auteure française.

## Biographie

### Enfance et formation
Née d’un père primeur natif d’Arménie et d’une mère d’origine italienne, Marion Mezadorian grandit dans le village de Saint-Cannat près d’Aix-en-Provence. Enfant, elle accompagne régulièrement son père sur les marchés de Provence, où elle assiste à des instants de vie qui lui confèrent son goût pour l’observation, l’écoute et le rire,. Elle attend d’être au lycée pour prendre ses premiers cours de théâtre en rejoignant l’Atelier du possible dans les Bouches-du-Rhône.
En 2005, après l’obtention de son baccalauréat, elle décide de monter sur Paris à l’âge dix-huit ans pour devenir comédienne. Elle suit des cours d’art dramatique au Cours Florent, puis au Point-Virgule où elle rêve d’y jouer comme ses idoles Élie Kakou, Gad Elmaleh et Florence Foresti,. Elle commence ensuite à jouer dans différentes pièces de théâtre classiques et contemporaines, cumule des petits boulots et passe un master 2 en financement de la culture à la Sorbonne.

### Révélation
À partir de 2016, elle crée son seule-en-scène Pépites, dans lequel elle livre des réflexions et anecdotes sur la vie en interprétant différents personnages,,. La même année, elle est lauréate du Prix SACD Fonds Humour 2016.
Par la suite, elle présente à plusieurs reprises des billets d’humour et des chroniques portraits de différents invités pour Europe 1, Rire et Chansons, Sud Radio et France Inter, notamment face à Jérémy Ferrari, Michèle Bernier, Patrick Bosso, Alex Vizorek, les Frères Taloche, ou encore Renan Luce,.
De 2017 à 2018, elle participe à plusieurs grands festivals d’humour internationaux : le festival Voo Rire 2017 (Festival International du Rire de Liège), le festival ComediHa! Fest-Québec 2018 et le festival Performance d'Acteur,.
En 2019, elle participe aux festivals Marrakech du rire, Montreux Comedy Festival et à l'émission Téva Comedy Show.
Fin 2019, elle fait les premières parties du spectacle d’Alex Lutz aux Folies Bergères et décroche une programmation pour son seule en scène Pépites au théâtre du Point-Virgule dès début 2020.
En janvier 2020, elle est à l’affiche de la comédie Une belle équipe de Mohamed Hamidi aux côtés de Kad Merad, Alban Ivanov, Sabrina Ouazani, Laure Calamy et Céline Salette.

## Spectacles

### Seule-en-scène
- 2016-2020 : Pépites (coauteurs : Marion Mezadorian, Francis Magnin, Alexis Gobé, Alexandra Roth ; mise en scène : Mikaël Chirinian) joué successivement à la Comédie des 3 bornes, au théâtre du Marais, à la Nouvelle Seine puis au Point-Virgule.

## Festivals
- janvier 2017 : Festival d'humour de Paris (France)
- octobre 2017 : Festival Voo Rire (Belgique)
- avril 2018 : Performance d'Acteur (Cannes)
- août 2018 : ComediHa! Fest-Québec (Canada)
- juin 2019 : Marrakech du rire (Maroc)
- décembre 2019 : Montreux Comedy Festival (Suisse)
- juillet 2024 : Festival Off Avignon

## Filmographie

### Cinéma

#### Longs métrages
- 2013 : Super Z de Julien de Volte et Arnaud Tabarly : Augustine
- 2020 : Une belle équipe de Mohamed Hamidi : Christelle
- 2021 : Si on chantait de Fabrice Maruca : Femme client pizza

#### Courts métrages
- 2011 : Les fines bouches de Julien de Volte et Arnaud Tabarly : Augustine
- 2013 : Le bonheur si je peux de Laura Richard : Élisabeth

## Théâtre
- 2006 : Les Boulingrin de Courteline, mise en scène de Dominique Duby
- 2008 : Les Acteurs de bonne foi de Marivaux, mise en scène de Madeleine Naturel
- 2009 : Petits spectacles de Boris Vian, mise en scène de Philippe Chauveau
- 2009 : Je tue il ou elle de Jean-Baptiste Marigaux
- 2010 : Hortense a dit : Je m’en fou de Georges Feydeau, mise en scène de Fabien Ara
- 2011 : Marie Tudor de Victor Hugo, mise en scène de Fabien Ara
- 2011 : Les Trois Sœurs d'Anton Tchekhov, mise en scène de Fabien Ara
- 2011-2013 : Lutins de Aubry Houilliez
- 2015 : En attendant Lully de Gerard Linsolas